# Chokkejnyj Klub Spartak Moskva
Il Chokkejnyj Klub Spartak Moskva (in russo Хоккейный клуб «Спартак» Москва?), nota anche come Spartak Mosca è la squadra di hockey su ghiaccio appartenente alla polisportiva dello Spartak Mosca. Milita in Kontinental Hockey League.

## Storia
La sezione hockeistica dello Spartak Mosca venne fondata nel 1946. Nella sua storia ha vinto per quattro volte il Campionato sovietico e per due volte la Coppa sovietica. In ambito continentale ha conquistato per cinque volte la Coppa Spengler e per tre volte la scomparsa Ahearne Cup. Il periodo d'oro del club fu tra gli anni sessanta e settanta. Dopo lo smembramento dell'URSS, a causa di bilanci deficitari il club retrocedette nella seconda divisione nazionale, la Vysšaja Liga.
Nel 2006 l'imprenditore russo Vadim Melkov prese a sponsorizzare la squadra e, dopo diverse trattative, il governo di Mosca accettò di coprirne tutti i debiti. Il periodo nero sembrava essere passato, in quanto alcune proposte preliminari di acquisto sembravano potessero giungere alla conclusione, ma il 9 luglio 2006 Melkov morì nell'incidente dell'aereo delle S7 Airlines e, scomparso il principale sponsor, tutte le precedenti proposte d'acquisto vennero ritirate. Dopo un mese di trattative per salvare il club la dirigenza decise di sospenderne l'attività per un anno, tornando a giocare nella Kontinental Hockey League a partire dal 2008.
Nel 2014 tuttavia, la squadra dovette abbandonare la KHL a seguito di problemi finanziari, e si iscrisse quindi in VHL.

## Cronologia
- 1946 - 1992: Campionato sovietico
- 1992 - 1996: Campionato CSI
- 1996 - 1999: Superliga
- 1999 - 2001: Vysšaja Liga
- 2001 - 2003: Superliga
- 2003 - 2004: Vysšaja Liga
- 2004 - 2006: Superliga
- 2006 - 2007: Inattivo
- 2007 - 2008: Superliga
- 2008 - 2014: Kontinental Hockey League
- 2014 - 2015: Vysšaja Chokkejnaja Liga
- 2015 - : Kontinental Hockey League

## Palmarès

### Competizioni nazionali

#### Campionati nazionali
- Campionato sovietico: 4

1961-1962, 1966-1967, 1968-1969, 1975-1976
- Vysšaja Liga: 1

2000-2001

#### Coppe nazionali
- Coppa sovietica: 2

1970, 1971

### Competizioni internazionali
- Coppa Spengler: 5

1980, 1981, 1985, 1989, 1990
- Ahearne Cup: 3

1971, 1972, 1973